# هنري فولي (لاعب كريكت)
هنري فولي (28 يناير 1906 بويلينغتون في نيوزيلندا - 16 أكتوبر 1948 في أستراليا) (بالإنجليزية: Henry Foley)‏ هو لاعب كريكت نيوزلندي. شارك مع منتخب نيوزيلندا الوطني للكريكت.

## وصلات خارجية
- هنري فولي على موقع إي آس بي آن كريك إنفو (الإنجليزية)